# Rick and Morty
Rick and Morty er en amerikansk animeret tv-serie for voksne, skabt af Justin Roiland og Dan Harmon for Adult Swim. Serien følger den alkoholiske videnskabsmand Rick Sanchez og hans letpåvirkelige barnebarn Morty Smiths eventyr, hvor de deler deres tid mellem det indenlandske familieliv og mellemdimensionale rejse. Roiland lægger stemme til seriens hovedkarakterer og de andre stemmeskuespillere er Chris Parnell, Spencer Grammer, og Sarah Chalke. Serien har sin oprindelse i en animeret parodi på Tilbage til fremtiden skabt af Roiland til filmfestivalen Channel 101. Adult Swim tog kontakt Harmon for tv-serie ideer, og han og Roiland udviklede et program baseret på kortfilmens to karakterer.
Serien havde premiere 2. december, 2013 og anden sæson begyndte den 26. juli 2015.

## Karakterer
- Rick Sanchez (stemme af Justin Roiland)
- Mortimer "Morty" Smith (stemme af Justin Roiland)
- Beth Smith (født Sanchez) (stemme af Sarah Chalke)
- Jerry Smith (stemme af Chris Parnell)
- Summer Smith (stemme af Spencer Grammer)

Adskillige gæsteoptrædener var med i første sæson. Blandt andre Tom Kenny, Maurice LaMarche, Rob Paulsen, Alfred Molina, John Oliver, David Cross, Rich Fulcher, Claudia Black og Virginia Hey fra Farscape, Jess Harnell, Phil Hendrie, Dana Carvey, og Aislinn Paul og Cassie Steele fra Degrassi I den 2. sæson optrådte Keegan-Michael Key, Jordan Peele, Andy Daly, Jemaine Clement, Christina Hendricks, Patton Oswalt, Alan Tudyk, Tara Strong, Kevin Michael Richardson, Keith David, Matt Walsh, Kurtwood Smith, Werner Herzog, Stephen Colbert, Nathan Fielder, Chelsea Kane, Arin Hanson og Alex Hirsch.

## Hæder
| År   | Prisuddeling                      | Kategori                                                                                   | Nomineret | Resultat         | Ref.   |
| ---- | --------------------------------- | ------------------------------------------------------------------------------------------ | --- | ---------------- | ------ |
| 2014 | BTVA Voice Acting Awards          | Best Male Vocal Performance in a Television Series in a Supporting Role — Comedy/Musical   | Chris Parnell | Nomineret        | [ 1 ]  |
| 2014 | BTVA Voice Acting Awards          | Best Female Vocal Performance in a Television Series in a Supporting Role — Comedy/Musical | Sarah Chalke | Nomineret        | [ 1 ]  |
| 2014 | IGN Awards                        | Best TV Animated Series                                                                    | Rick and Morty | Nomineret        | [ 2 ]  |
| 2015 | BTVA Voice Acting Awards          | Best Male Lead Vocal Performance in a Television Series — Comedy/Musical                   | Justin Roiland | Vundet           | [ 3 ]  |
| 2015 | Annie Awards                      | Best General Audience Animated TV/Broadcast Production                                     | Rick and Morty | Nomineret        | [ 4 ]  |
| 2015 | IGN Awards                        | Best Animated Series                                                                       | Rick and Morty | Vundet           | [ 5 ]  |
| 2016 | BTVA Voice Acting Awards          | Best Male Lead Vocal Performance in a Television Series                                    | Justin Roiland | Nomineret        | [ 6 ]  |
| 2016 | BTVA Voice Acting Awards          | Best Vocal Ensemble in a Television Series                                                 | Rick and Morty | Nomineret        | [ 6 ]  |
| 2017 | Teen Choice Awards                | Choice Animated TV Show                                                                    | Rick and Morty | Nomineret        | [ 7 ]  |
| 2017 | IGN Awards                        | TV Series of the Year                                                                      | Rick and Morty | Nomineret        | [ 8 ]  |
| 2017 | IGN Awards                        | Best TV Episode                                                                            | "The Ricklantis Mixup" | Nomineret        | [ 9 ]  |
| 2017 | IGN Awards                        | Best Animated Series                                                                       | Rick and Morty | Vundet           | [ 10 ] |
| 2017 | IGN Awards                        | Best Comedy Series                                                                         | Rick and Morty | Nomineret        | [ 11 ] |
| 2017 | IGN Awards                        | Best Comedic TV Performance                                                                | Justin Roiland | Vundet           | [ 12 ] |
| 2018 | Critics' Choice Television Awards | Best Animated Series                                                                       | Rick and Morty | Vundet           | [ 13 ] |
| 2018 | Annie Awards                      | Best General Audience Animated Television/Broadcast Production                             | "Pickle Rick" | Vundet           | [ 14 ] |
| 2018 | Annie Awards                      | Outstanding Achievement for Writing in an Animated Television/Broadcast Production         | Ryan Ridley, Dan Guterman (for "The Ricklantis Mixup") | Vundet           | [ 14 ] |
| 2018 | Golden Reel Awards                | Outstanding Achievement in Sound Editing – Animation Short Form                            | Hunter Curra, Kailand Reily, Andrew Twite, Joy Elett, Jeff Halbert and Konrad Pinon (for "Pickle Rick") | Nomineret        | [ 15 ] |
| 2018 | BTVA Voice Acting Awards          | Best Male Vocal Performance in a Television Series in a Guest Role                         | Christian Slater | Nomineret        | [ 16 ] |
| 2018 | Saturn Awards                     | Best Animated Series or Film on Television                                                 | Rick and Morty | Nomineret        | [ 17 ] |
| 2018 | Teen Choice Awards                | Choice Animated TV Show                                                                    | Rick and Morty | Nomineret        | [ 18 ] |
| 2018 | Primetime Emmy Awards             | Outstanding Animated Program                                                               | Dan Harmon, Justin Roiland, Delna Bhesania, Barry Ward, Keith Crofford, Mike Lazzo, Ryan Ridley, Dan Guterman, Mike McMahan, Tom Kauffman, Ollie Green, J. Michael Mendel, Jessica Gao, Wes Archer, Anthony Chun and Nathan Litz (for "Pickle Rick")                                                                                          | Vundet           | [ 19 ] |
| 2018 | Primetime Emmy Awards             | Outstanding Creative Achievement in Interactive Media within a Scripted Program            | "Rick and Morty: Virtual Rick-ality" | Nomineret        | [ 19 ] |
| 2020 | Primetime Emmy Awards             | Outstanding Animated Program                                                               | Dan Harmon, Justin Roiland, Mike McMahan, Scott Marder, Keith Crofford, Rick Mischel, Richard Grieve, Mike Lazzo, Rob Schrab, James Siciliano, Wes Archer, Michael Waldron, Nick Rutherford, Lee Harting, Ollie Green, Sydney Ryan, J. Michael Mendel, Jacob Hair, Nathan Litz, Jeff Loveness and Albro Lundy (for "The Vat of Acid Episode") | Vundet           | [ 19 ] |
| 2021 | Critics' Choice Super Awards      | Best Animated Series                                                                       | Rick and Morty | Nomineret        | [ 20 ] |
| 2021 | Critics' Choice Super Awards      | Best Voice Actor in an Animated Series                                                     | Justin Roiland | Nomineret        | [ 20 ] |
| 2021 | Annie Awards                      | Best General Audience Animated Television/Broadcast Production                             | Rick and Morty (for "The Vat of Acid Episode") | Nomineret        | [ 21 ] |
| 2021 | American Cinema Editors Awards    | Best Edited Animation (Non-Theatrical)                                                     | Lee Harting (for "Rattlestar Ricklactica") | Vundet           | [ 22 ] |
| 2021 | Saturn Awards                     | Best Animated Series on Television                                                         | Rick and Morty | Skabelon:Pending | [ 23 ] |